# 埼玉県道196号新郷停車場線

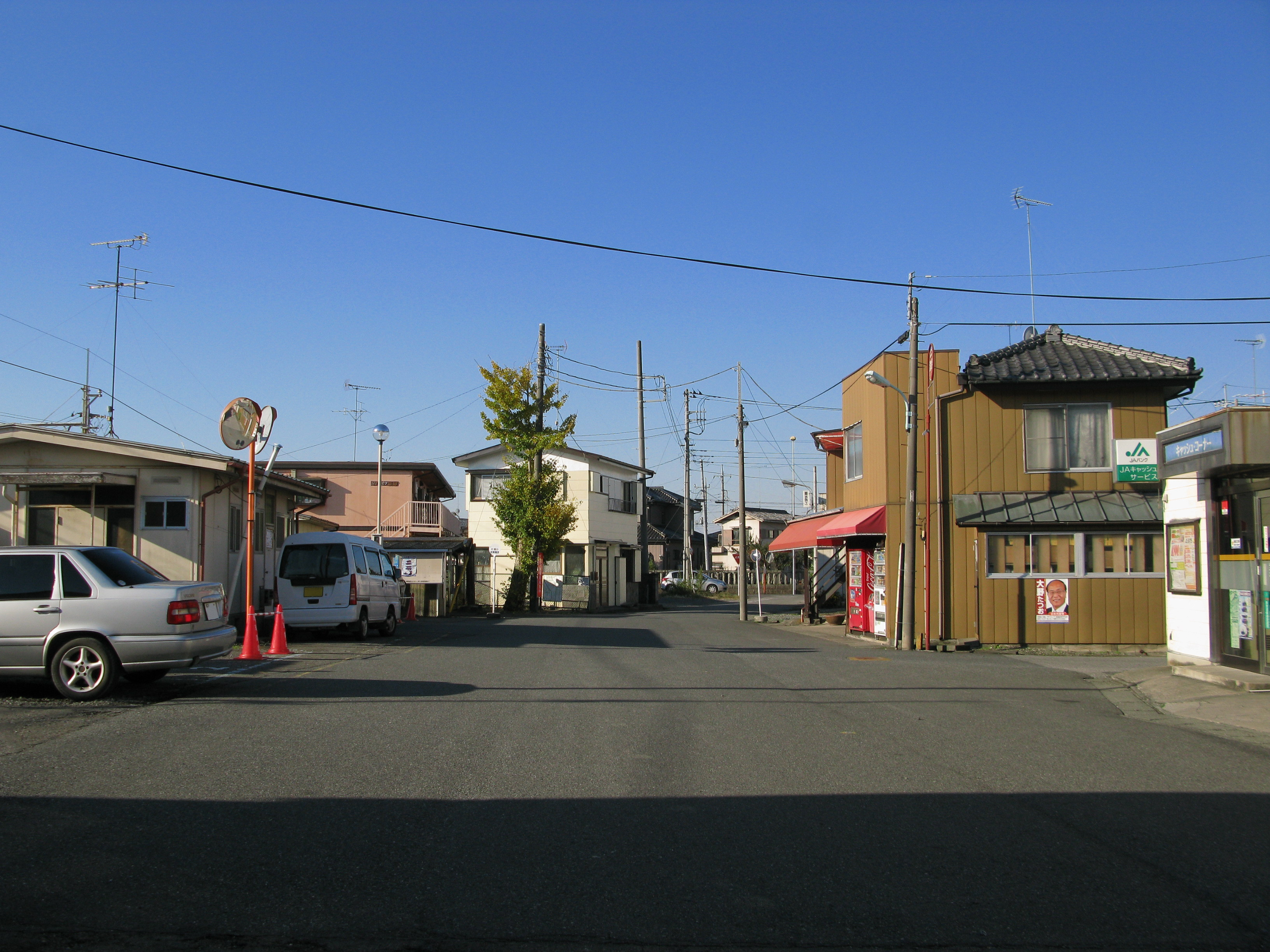
羽生市上新郷地区（2012年11月）

埼玉県道196号新郷停車場線（さいたまけんどう196ごう しんごうていしゃじょうせん）は、埼玉県羽生市内に設定されている県道である。県道標識は設置されていない。

## 路線概要
- 起点：新郷停車場
- 終点：埼玉県道128号熊谷羽生線 下須戸交差点
- 総距離：3,655.75 m[1]

## 通過する自治体
- 埼玉県
  - 羽生市

## 接続・交差する主な道路
- 埼玉県道128号熊谷羽生線
- 埼玉県道364号上新郷埼玉線（重複区間）

## 周辺
- 秩父鉄道秩父本線 新郷駅
- JAほくさい新郷支店
- 羽生新郷郵便局